# Gare de Saint-Just-en-Chaussée
Gare de Saint-Just-en-Chaussée vasútállomás Franciaországban, Saint-Just-en-Chaussée településen.

## Vasútvonalak
Az állomást az alábbi vasútvonalak érintik:
- Párizs-Lille-vasútvonal

## Kapcsolódó állomások
A vasútállomáshoz az alábbi állomások vannak a legközelebb:
- Gare de Gannes (P10)
- Gare de Saint-Rémy-en-l'Eau (P10)
- Gare de Clermont-de-l'Oise (C10)
- Gare de Longueau